# Rochers de Naye
I Rochers de Naye (2.042 m s.l.m.) è una montagna delle Prealpi di Vaud e Friburgo nelle Prealpi Svizzere. Si trova nel Canton Vaud.